# Gilbert Chevance
Pour les articles homonymes, voir Chevance.
Gilbert Chevance
- Né le 8 octobre 1907 - Nanteuil le Haudouin (Oise)
- Décédé le 27 janvier 1944 - Sonnenburg (Allemagne)

fut un résistant français et un militant de Combat Zone Nord.

## Biographie
Sous-officier de réserve, combattant de 1940, Croix de guerre, il est de ces courriers qui livrent en zone Nord des paquets de journaux pris au secrétariat du journal Les Petites Ailes de France, dans le faux cabinet d’assurances installé au 176 quai Louis-Blériot (XVIe). Représentant de commerce, il est titulaire d’un Ausweis qui permet des liaisons inter-zones.
- 7 février 1942 : arrêté par la Geheime Feldpolizei, il est emprisonné à Paris, puis déporté à la prison de Sarrebruck en vertu du décret Nacht und Nebel.
- 13 octobre 1943 : il est condamné à 5 ans de travaux forcés par le 2e sénat du Volksgerichtshof.
- 27 janvier 1944 : il meurt d’épuisement au bagne de Sonnenburg.

Gilbert était le frère de Maurice Chevance, dirigeant de Combat en zone Sud, futur Compagnon de la Libération.

## Décorations
- Croix de guerre 1939–1945
- Médaille de la Résistance française avec rosette (31 mars 1947)[1]

## Sources
1. ↑  « Accueil - Mémoire des hommes », sur www.memoiredeshommes.sga.defense.gouv.fr (consulté le 8 octobre 2024)

- Archives Nationales.
- Musée de la Résistance et de la Déportation de Besançon.
- BDIC (Nanterre).